# Notebook-Kühler

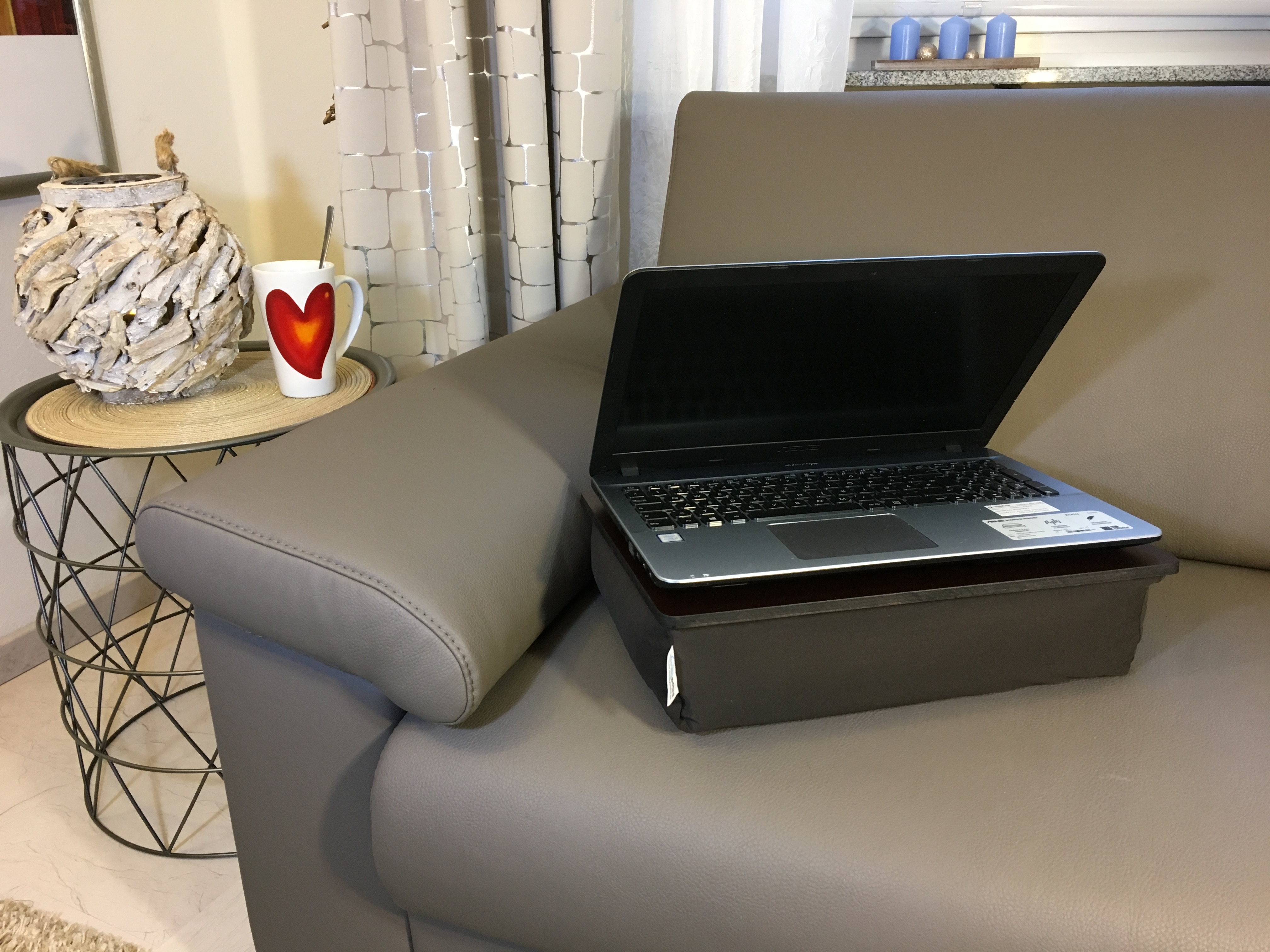

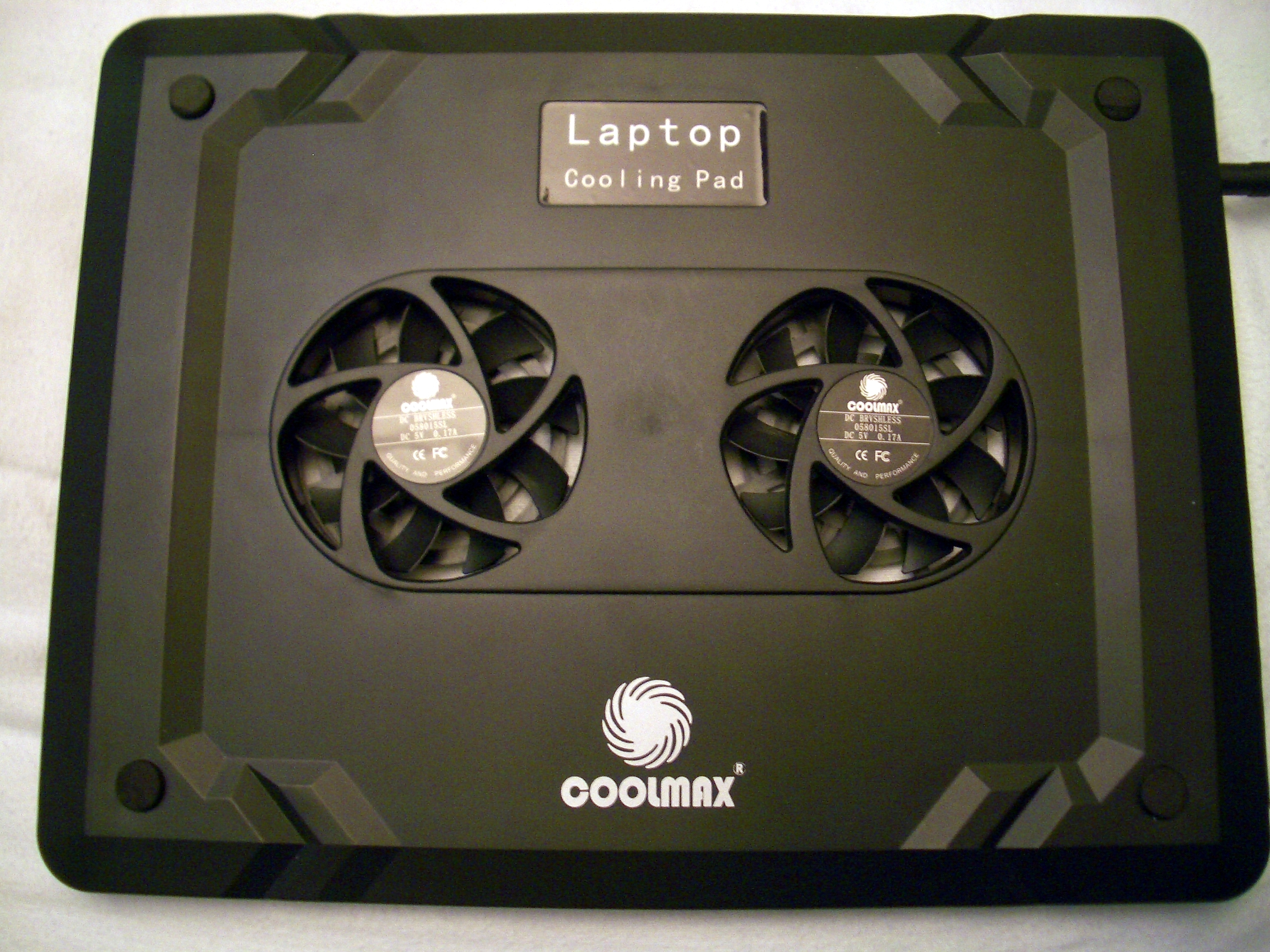
Notebook-Kühler mit zwei Ventilatoren

Notebook-Kühler (auch Laptop-Kühler oder Cooler-Pad) sind Kühleinheiten, welche extern die Kühlung von Laptops aktiv oder passiv unterstützen. Grund für den Einsatz sind teilweise mangelnde Kühleigenschaften der Notebooks bei dauerhaft starker Belastung. Die Notebook-Kühler sind dabei in der Regel als Untersätze für Notebooks konstruiert.
Bei aktiven Kühlern finden sich in diesen Untersätzen ein oder mehrere Ventilatoren, welche für eine verbesserte Kühlluftzufuhr sorgen bzw. die erhitzte Luft besser abtransportieren. Die Stromversorgung der aktiven Notebook-Kühler erfolgt teilweise über eigene Netzteile, meist aber über eine USB-Verbindung mit dem Notebook. Die Notebook-Kühler bieten ihrerseits teilweise weitere Features wie USB-Ports oder Speicherkartenlesegerät.
Passive Kühler erbringen ihre Kühlleistung durch den Einsatz von besonders wärmeleitfähigen Materialien oder die Verbesserung der passiven Luftzirkulation um den Laptop.